# Stade Francisco Clenilson dos Santos
Le Stade Francisco Clenilson dos Santos (en portugais : Estádio Francisco Clenilson dos Santos), également surnommé le Clenilsão, est un stade de football brésilien situé dans la ville de Horizonte, dans l'État du Ceará.
Le stade, doté de 3 000 places, sert d'enceinte à domicile à l'équipe de football du Horizonte Futebol Clube.

## Histoire
Le club dispose également d'une section féminine.

## Galerie

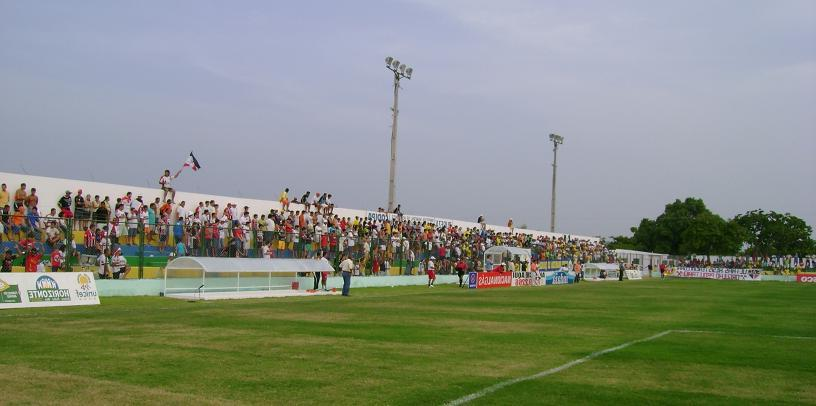
Le Clenilsão le 14 janvier 2007 lors du match Quixadá - Ferroviário AC